# Urania Weltzeituhr
L'Urania Weltzeituhr (Orologio mondiale dell'Urania) è un orologio universale presente ad Alexanderplatz, situata nel quartiere Mitte di Berlino. È stato installato nel 1969 e nel luglio 2015 è entrato a far parte dei beni culturali della Germania, è una delle attrazioni più famose e visitate della città.

## Storia

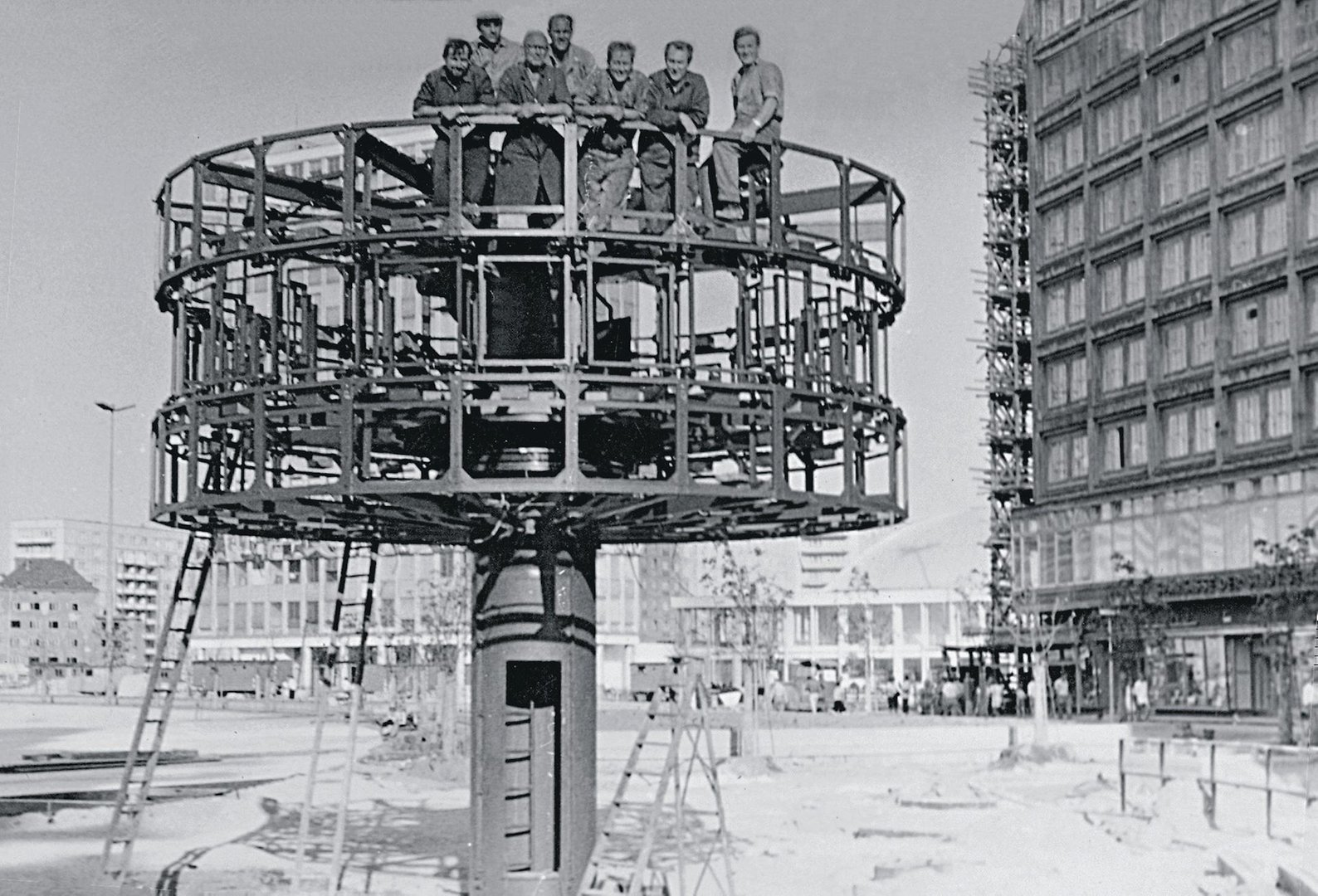
L'orologio durante la sua costruzione, nel 1969

Fu inaugurato il 30 settembre 1969, poco prima della 20ª Festa nazionale della Repubblica Democratica Tedesca in occasione della quale venne aperta al pubblico la torre della televisione di Berlino. Fu costruito in previsione di una riorganizzazione urbana della piazza, per ricostruirla dopo la seconda guerra mondiale rendendola quattro volte più grande. Diventato un'icona della modernità socialista, è stato raffiugrato sui francobolli e sui marchi della Repubblica Democratica Tedesca.
È stato progettato dal designer Erich John (professore a contratto di disegno industriale all'Università di Berlino) e costruito sotto la direzione del pittore Walter Womacka. I lavori durarono nove mesi e si svolsero con la collaborazione di oltre 120 professionisti, tra cui una fabbrica di ingranaggi di Coswig e il fabbro Hans-Joachim Kunsch.

L'orologio con la torre della televisione sullo sfondo

Venne concepito nel 1968 sulla falsa riga di una colonna Urania (Uraniasäulen, una sorta di stazione meteorologica) ritrovata due anni prima tra i resti della piazza, rasa al suolo nella battaglia aerea di Berlino. Veniva infatti chiamato anche "colonna Urania con l'orologio mondiale" (Urania-Säule mit der Weltzeituhr) e prese il nome da Urania, musa della mitologia greca. Nel 1977 fu progettato un altro orologio da collocare a Lipsia, tuttavia non venne mai realizzato per motivi economici.
Tra ottobre e dicembre 1997 l'orologio è stato sottoposto a un restauro, costato 350000 M (circa 284000 € odierni) e diretto dal restauratore di metalli Hans-Joachim Kunsch. L'intervento ha visto prevalentemente una revisione della toponomastica: il nome di Leningrado è stato cambiato in San Pietroburgo, Alma Ata in Almaty e Bratislava in Pressburg, malgrado le proteste da parte della Slovacchia. Sono poi state aggiunte 20 nuove città, tra cui Gerusalemme e Tel Aviv, e sono stati rivisti i fusi orari (ad esempio quello di Kiev).
Il suo creatore Erich John ha concesso i diritti di marketing a una startup berlinese nel 2018, e nel 2021 è stato fregiato dell'ordine al merito di Germania.
Il 17 ottobre 2023 è stato vandalizzato dagli attivisti di Ultima Generazione, preso d'assalto dopo il danneggiamento alla Porta di Brandeburgo.

## Descrizione e funzione

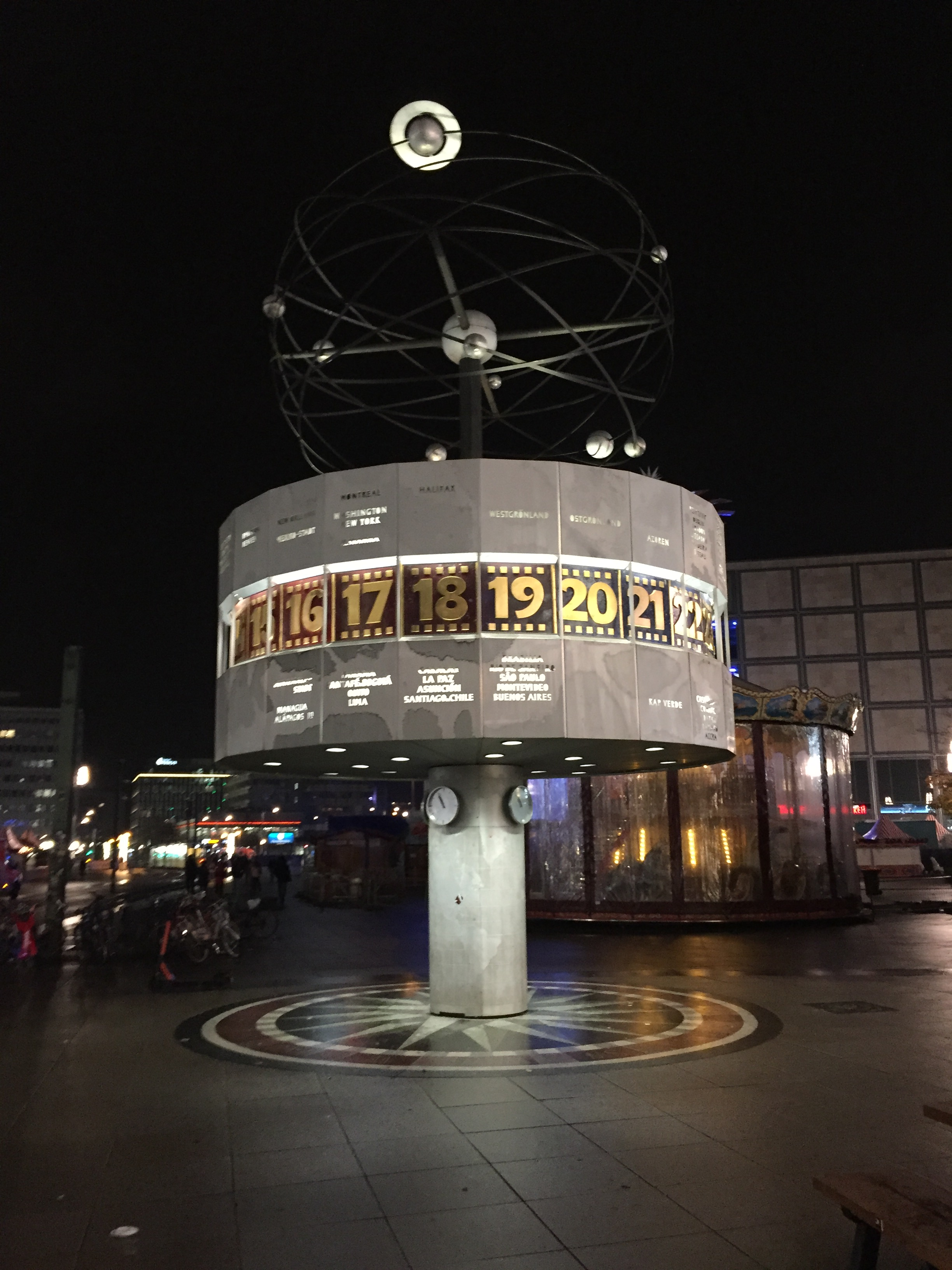
Vista illuminata di notte

L'orologio si trova sopra un mosaico di pietra incastonato nel pavimento della piazza, a forma di rosa dei venti. Sorretto da una colonna alta 2,7 m, è formato da un cilindro di alluminio di 1,5 m di diametro. È alto 10 metri ha una massa di 16 tonnellate.
La rotonda ha una base a 24 lati, ogni facciata corrisponde a un fuso orario e riporta i nomi delle principali città facenti parte della zona. All'interno del cilindro ruota un anello con i numeri colorati delle ore, che si muovono attraverso i fusi in maniera simile a un disco orario. Nella parte superiore è presente un'installazione in acciaio che rappresenta il sistema solare, che ruota una volta al minuto.
L'ingranaggio — composto da un cambio della Trabant e da un cuscinetto Rothe Erde, entrambi prodotti nella DDR — si trova 2 metri sotto Alexanderplatz, collocato in una stanza di 25 m² alta circa 1,90 m.
Contestualmente alla ristrutturazione del 1997 il motore elettrico che muoveva l'anello delle ore è stato sostituito: quello nuovo anticipa del 5% lo scadere del tempo, dodici camme spengono infatti il motore per tre minuti alla conclusione dei 60 minuti, evitando errori di runtime. Questa breve pausa non è visibile a occhio nudo, ma percepibile con la fotografia time-lapse.

## Nella cultura di massa
Il 12 maggio 1983 alcuni membri del Bundestag (tra cui Petra Kelly) esposero uno striscione davanti all'Urania Weltzeituhr, con la scritta Schwerter zu Pflugscharen. Vennero arrestati ma furono rilasciati subito dopo, accolti dagli attivisti per i diritti civili della DDR poiché Alleanza 90/I Verdi aveva respinto il Double-Track della NATO.
Il 7 ottobre 1989 — nel corso della Die Wende e in occasione del 40º anniversario della Germania Est — una manifestazione del lunedì si ritrovò attorno all'orologio, per poi spostarsi verso il Palast der Republik: ci furono 1200 arresti, tuttavia 33 giorni dopo cadde il Muro di Berlino.

### Musica
L'Urania Weltzeituhr è legato al brano Run To The Sun degli Erasure: nel suo video musicale il cantante Andy Bell balla, tramite computer grafica, sull'installazione sopra all'orologio.
Nel 2019, in occasione del 50º anniversario dalla costruzione, sono stati concessi i diritti d'autore per la fabbricazione di souvenir.